# 찰나에서 온 묘로
찰나에서 온 모료는 2010년에 제작된 단편 영화다.

## 줄거리
재난 현장에 등장해 수상한 행동을 보여 화제가 된 의문의 소년에 관한 이야기를 그린 단편 영화이다.

## 연출 의도
세상의 재난 사고들이 도깨비와 연관이 되어 있는 것을 단편 영화로 그려내었다.